# A Dark Rabbit Has Seven Lives
Itsuka Tenma no Kuro Usagi (яп. いつか天魔の黒ウサギ Ицука Тэмма но Куро Усаги, букв. «У чёрного кролика семь жизней») — серия лайт-новел Такаи Кагами с иллюстрациями Ю Камии, публикующаяся издательством Fujimi Shobo под лейблом Fujimi Fantasia Bunko. Начиная с октября 2009 года в журнале Monthly Dragon Age выходит манга по сюжету произведения с иллюстрациями Сиори Асахины. В октябре 2010 года было объявлено о производстве аниме-сериала Itsuka Tenma no Kuro Usagi, его производством занялась студия Zexcs. Трансляция сериала началась 8 июля 2011 года. Трансляция аниме-сериала в России осуществлялась телеканалом 2х2. Образы Химеи и Тайто были использованы персонажами Лены Грачёвой и Игоря Петрова в фильме «Про любовь».

## Сюжет
В последнее время Тайто постоянно сонный, и видит один и тот же сон о том, как, будучи ребенком, он встретил девочку, которая подарила ему ядовитый «поцелуй», тем самым наложив на него проклятье. Иногда ему даже кажется, что он слышит её голос, когда бодрствует. В остальном же он ведет жизнь заурядного школьника, но после аварии, в которой он должен был погибнуть, весь его мир кардинально меняется, и он понимает, что его сны происходили на самом деле.

## Персонажи
Тайто Куроганэ (яп. 鉄 大兎 Куроганэ Тайто) — главный герой. Получил от Химэи способность возрождается после смерти семь раз, истратив которую он умрет окончательно, однако по прошествии некоторого времени счетчик смертей обнуляется. Любит Химэю.
Сэйю: Юки Кадзи (drama CD), Синносукэ Татибана (аниме)
Сайто Химэа  (яп. サイトヒメア) — могущественная девушка-вампир обменявшая большую часть своей магической силы на воскрешение Тайто. Любит Тайто.
Сэйю: Марина Иноуэ (drama CD), Мэгуми Такамото (аниме)
Гэкко Курэнай (яп. 紅 月光 Курэнай Гэкко:) — эгоистичный, возомнивший себя лучше других парень. Называет всех пешками или мусором.
Сэйю: Дайсукэ Оно (drama CD), Юити Накамура (аниме)
Хината Курэнай (яп. 紅 日向 Курэнай Хината) — младший брат-близнец Гэкко.
Сэйю: Дзюн Фукуяма
Мирай Андо (яп. 安藤 美雷 Андо: Мирай) — «Губительница будущего» силы которой активируются при снятии заклятья поцелуем Гэкко. Подчинённая Гэкко. Любит Гэкко.
Сэйю: Тива Сайто (drama CD), Иори Номидзу (аниме)
Харука Сигурэ (яп. 時雨 遥 Сигурэ Харука) — одноклассница и подруга детства Тайто. Любит Тайто. Имела вторую личность.
Сэйю: Саори Хаями